# Diocesi di Líbano-Honda

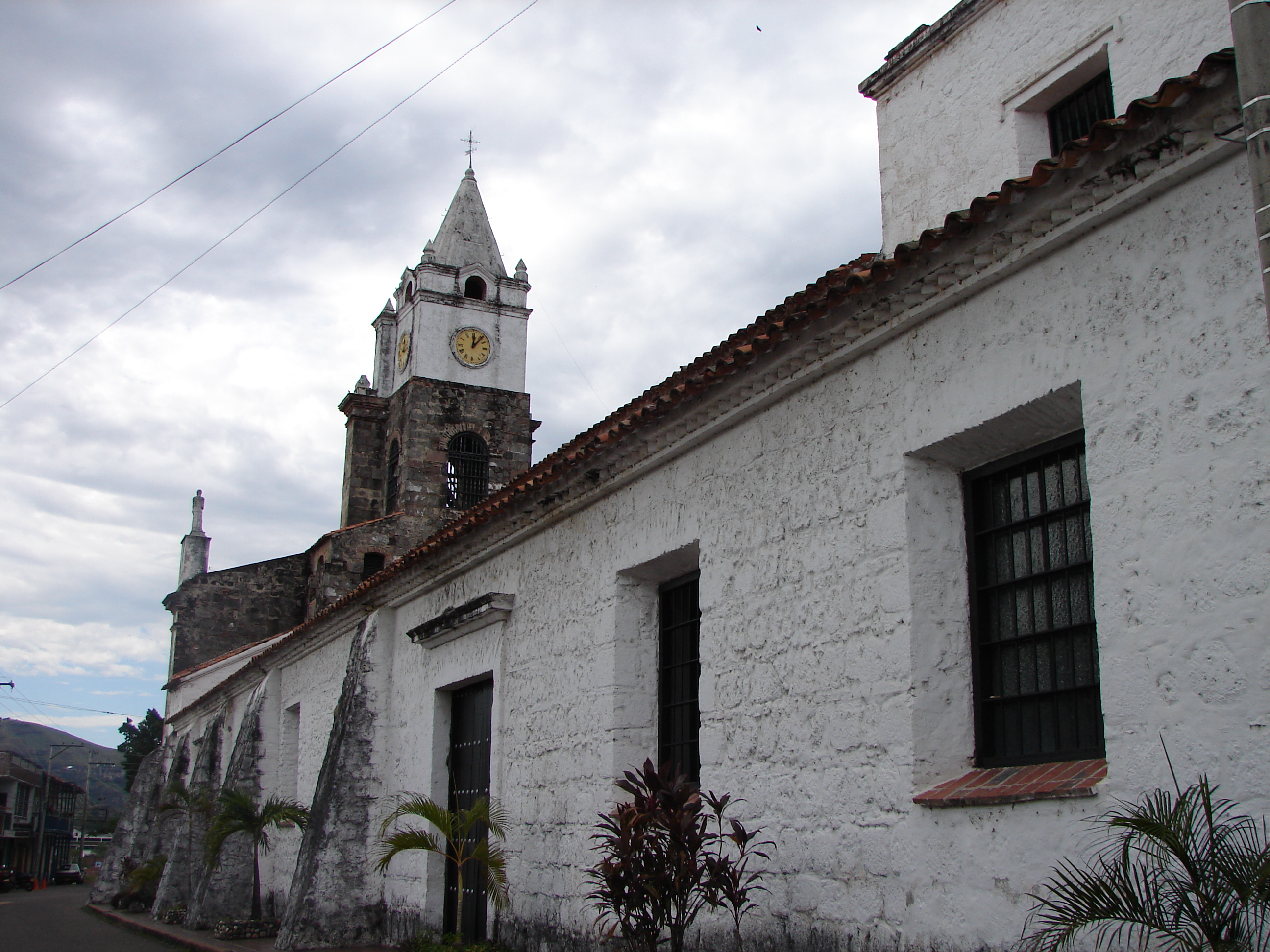
La concattedrale di Nostra Signora del Rosario a Honda.

La diocesi di Líbano-Honda (in latino: Dioecesis Libana-Hondana) è una sede della Chiesa cattolica in Colombia suffraganea dell'arcidiocesi di Ibagué. Nel 2021 contava 248.596 battezzati su 281.570 abitanti. È retta dal vescovo José Luis Henao Cadavid.

## Territorio
La diocesi comprende 13 comuni nella parte settentrionale del dipartimento colombiano di Tolima: Fresno, Falan, San Sebastián de Mariquita, Palocabildo, Casabianca, Herveo, Villahermosa, Líbano, Murillo, Lérida, Armero, Ambalema, Honda.
Sede vescovile è la città di Líbano, dove si trova la cattedrale di Nostra Signora del Carmine. A Honda sorge la concattedrale di Nostra Signora del Rosario.
Il territorio si estende su una superficie di 3.477 km² ed è suddiviso in 30 parrocchie.

## Storia
La diocesi è stata eretta l'8 luglio 1989 con la bolla Ita iam hosce di papa Giovanni Paolo II, ricavandone il territorio dall'arcidiocesi di Ibagué.

## Cronotassi dei vescovi
Si omettono i periodi di sede vacante non superiori ai 2 anni o non storicamente accertati.
- José Luis Serna Alzate, I.M.C. † (8 luglio 1989 - 12 luglio 2002 dimesso)
- Rafael Arcadio Bernal Supelano, C.SS.R. † (10 gennaio 2003 - 28 febbraio 2004 dimesso)
- José Miguel Gómez Rodríguez (22 novembre 2004 - 23 febbraio 2015 nominato vescovo di Facatativá)
- José Luis Henao Cadavid, dal 17 ottobre 2015

## Statistiche
La diocesi nel 2021 su una popolazione di 281.570 persone contava 248.596 battezzati, corrispondenti all'88,3% del totale.
| anno | popolazione | popolazione | popolazione | presbiteri | presbiteri | presbiteri | presbiteri                | diaconi | religiosi | religiosi | parrocchie |
| anno | battezzati  | totale      | %           | numero     | secolari   | regolari   | battezzati per presbitero | diaconi | uomini    | donne     | parrocchie |
| ---- | ----------- | ----------- | ----------- | ---------- | ---------- | ---------- | ------------------------- | ------- | --------- | --------- | ---------- |
| 1990 | 180.000     | 200.384     | 89,8        | 30         | 29         | 1          | 6.000                     |         | 1         | 116       | 25         |
| 1999 | 180.000     | 200.000     | 90,0        | 40         | 39         | 1          | 4.500                     |         | 1         | 75        | 30         |
| 2000 | 230.000     | 250.000     | 92,0        | 43         | 42         | 1          | 5.348                     |         | 1         | 75        | 30         |
| 2001 | 230.000     | 250.000     | 92,0        | 44         | 43         | 1          | 5.227                     |         | 1         | 75        | 30         |
| 2002 | 280.000     | 300.000     | 93,3        | 43         | 42         | 1          | 6.511                     |         | 5         | 75        | 30         |
| 2003 | 290.000     | 310.000     | 93,5        | 42         | 41         | 1          | 6.904                     |         | 5         | 75        | 30         |
| 2004 | 250.000     | 300.000     | 83,3        | 44         | 40         | 4          | 5.681                     |         | 6         | 79        | 29         |
| 2013 | 238.710     | 257.049     | 92,9        | 48         | 42         | 6          | 4.973                     |         | 10        | 73        | 30         |
| 2016 | 240.500     | 272.770     | 88,2        | 53         | 46         | 7          | 4.537                     |         | 11        | 73        | 30         |
| 2019 | 245.483     | 278.048     | 88,3        | 60         | 56         | 4          | 4.091                     |         | 8         | 70        | 30         |
| 2021 | 248.596     | 281.570     | 88,3        | 51         | 49         | 2          | 4.874                     |         | 4         | 68        | 30         |